# Journeyman – podróżnik w czasie
Journeyman – podróżnik w czasie (ang. Journeyman, 2007) – amerykański serial fantastycznonaukowy nadawany przez stację NBC od 24 września do 19 grudnia 2007 roku. W Polsce emitowany na kanale Polsat od 19 grudnia 2009 roku.

## Opis fabuły
San Francisco. Reporter jednej z lokalnych gazet, Dan Vasser (Kevin McKidd), odkrywa, że posiada zdolność przenoszenia się w czasie. Dzięki temu może on ingerować w losy innych ludzi i pomagać potrzebującym. Rozpoczyna swoją niezwykłą misję niesienia pomocy. Nowe zajęcie znacząco wpływa na życie jego rodziny i przyjaciół: żony Katie (Gretchen Egolf), synka Zacka (Charles Henry Wyson) i brata Jacka (Reed Diamond). Zaczynają oni wkrótce zauważać dziwne zachowanie Dana i szukają jego przyczyny. Sytuacja komplikuje się jeszcze bardziej, gdy wychodzi na jaw, że Dan, przenosząc się w czasie, współpracuje ze swoją dawną miłością – Livią (Moon Bloodgood), która również jest podróżniczką i była uznana za zmarłą. Mimo nieporozumień Vasser stara się pogodzić swoje nowe obowiązki z życiem rodzinnym i zawodowym.

## Obsada
- Kevin McKidd jako Dan Vasser
- Moon Bloodgood jako Livia Beale
- Gretchen Egolf jako Katie Vasser
- Charles Henry Wyson jako Zack Vasser
- Reed Diamond jako Jack Vasser
- Brian Howe jako Hugh Skillen

## Lista odcinków[1][2]
| 1 | A Love of a Lifetime        | Alex Graves           | Kevin Falls                  | 24 września 2007     | 19 grudnia 2009  |
| Reporter gazety z San Francisco, Dan Vasser, niespodziewanie, doznaje podróży w czasie. Cofa się do roku 1987, gdzie ratuje Neila Gainesa, wyciągając go z pociągu. Wkrótce potem, spotyka swoją dawną narzeczoną – Livię, która była uznana za zmarłą.                                                          |                             |                       |                              |                      |                  |
| 2 | Friendly skies              | Alex Graves           | Kevin Falls                  | 1 października 2007  | 2 stycznia 2010  |
| Dan i jego żona, Katie, planują urlop. W czasie podróży samolotem Vasser przenosi się do roku 1975, do samolotu, w którym pomaga odebrać poród pewnej kobiecie. |                             |                       |                              |                      |                  |
| 3 | Game Three                  | Alex Graves           | Tom Szentgyorgyi             | 8 października 2007  | 9 stycznia 2010  |
| Dan przenosi się do roku 1989, kiedy to miało miejsce trzęsienie ziemi Loma Prieta. Musi tam uratować prawnika uzależnionego od hazardu, przed próbą samobójczą. |                             |                       |                              |                      |                  |
| 4 | The Year of the Rabbit      | Laura Innes           | Joan B. Weiss                | 15 października 2007 | 16 stycznia 2010 |
| Podczas kolejnej podróży w przeszłość, Dan trafia do 1994 roku, gdzie pomaga kobiecie na randce, którą napastuje były chłopak. Natomiast w teraźniejszości, Vasser kontaktuje się z profesorem Langleyem, który mówi mu o tachionach.                                                                            |                             |                       |                              |                      |                  |
| 5 | The Legend of Dylan McCleen | Allison Liddi         | Matt McGuinness              | 22 października 2007 | 23 stycznia 2010 |
| Zack, syn Vasserów, widzi jak jego ojciec znika. Dan trafia do roku 1975 i poznaje tam komandosa Dylana McCleena, który posiadał przy sobie olbrzymią ilość pieniędzy. |                             |                       |                              |                      |                  |
| 6 | Keepers                     | Andrew Bernstein      | Paul Redford                 | 29 października 2007 | 6 lutego 2010    |
| Brat Dana, Jack, który jest policjantem, podejrzewa, że Dan znowu popadł w nałóg hazardu. Tymczasem Dan przenosi się w przeszłość, by pomóc dwóm braciom, którzy są maltretowani przez ojca. |                             |                       |                              |                      |                  |
| 7 | Double Down                 | Alex Graves           | J. R. Orci                   | 5 listopada 2007     | 13 lutego 2010   |
| Katie Vasser postanawia wrócić do pracy, co nie podoba się jej mężowi. Tymczasem Dan trafia do roku 1999, gdzie musi ochronić kluczowego świadka, mającego zeznawać w procesie przeciwko mafii. |                             |                       |                              |                      |                  |
| 8 | Winterland                  | Helen Shaver          | Dana Calvo                   | 12 listopada 2007    | ?                |
| FBI przeszukuje dom Vasserów, szukając pieniędzy z okupu. Dan przenosi się do 1973 roku, gdzie, wraz z Livią, pomaga pewnej dziewczynie, która uciekła z domu z grupą hippisów. |                             |                       |                              |                      |                  |
| 9 | Emily część 1               | Frederick King Keller | Juan Carlos Coto             | 19 listopada 2007    | ?                |
| Dan przenosi się do roku 1992 i ratuje dziewczynę, która została porwana. Później ratuje kolejną porwaną osobę, jednak Livia mówi mu, by nie ingerował zanadto w przyszłość, bo może się to źle skończyć. W teraźniejszości Jack i Dan dowiadują się, że porywaczem był Aeden Bennett.                           |                             |                       |                              |                      |                  |
| 10 | Blowback część 2            | Karen Gaviola         | Kevin Falls                  | 26 listopada 2007    | ?                |
| Kontynuacja poprzedniego odcinka. Aeden Bennett włamuje się do domu Katie i strzela do Dana. Ranny Vasser przenosi się w przeszłość i spotyka tam małego Bennetta, nad którym znęca się ojciec. Tymczasem Livia, by pomóc byłemu narzeczonemu, zwraca się o pomoc do Jacka.                                      |                             |                       |                              |                      |                  |
| 11 | Home By Another Way         | Lesli Linka Glatter   | Tom Szentgyorgyi             | 10 grudnia 2007      | ?                |
| Dan trafia do 1979, gdzie w Wigilię Bożego Narodzenia, odbywa się przyjęcie w jego redakcji. Spotyka tam również Livię i swojego ojca, Franka. Orientuje się, że tej nocy jego ojciec zostawi swoją rodzinę. |                             |                       |                              |                      |                  |
| 12 | The Hanged Man część 1      | Steven DePaul         | Tracy McMillan               | 17 grudnia 2007      | ?                |
| Dan przenosi się do 1984 roku, gdzie ratuje matkę i syna przed wypadkiem samochodowym. Gubi jednak swoją kamerę cyfrową, która w tamtych czasach jeszcze nie istniała. Okazuje się, że ma to poważne konsekwencje w przyszłości – kiedy Vasser wraca do domu zauważa, że zamiast syna ma córkę.                  |                             |                       |                              |                      |                  |
| 13 | Perfidia część 2            | Alex Graves           | Aeden Babish Matt McGuinness | 19 grudnia 2007      | ?                |
| Kontynuacja poprzedniego odcinka. Dan budzi się jako pacjent szpitala psychiatrycznego. Spotyka tam Evana, który także jest podróżnikiem w czasie. Okazuje się, że Evan usiłuje odzyskać miłość kobiety, która była jego żoną przez 20 lat. Jednak w wyniku jednej z jego podróży jej przyszłość uległa zmianie. |                             |                       |                              |                      |                  |